# Mirosław Dąsal

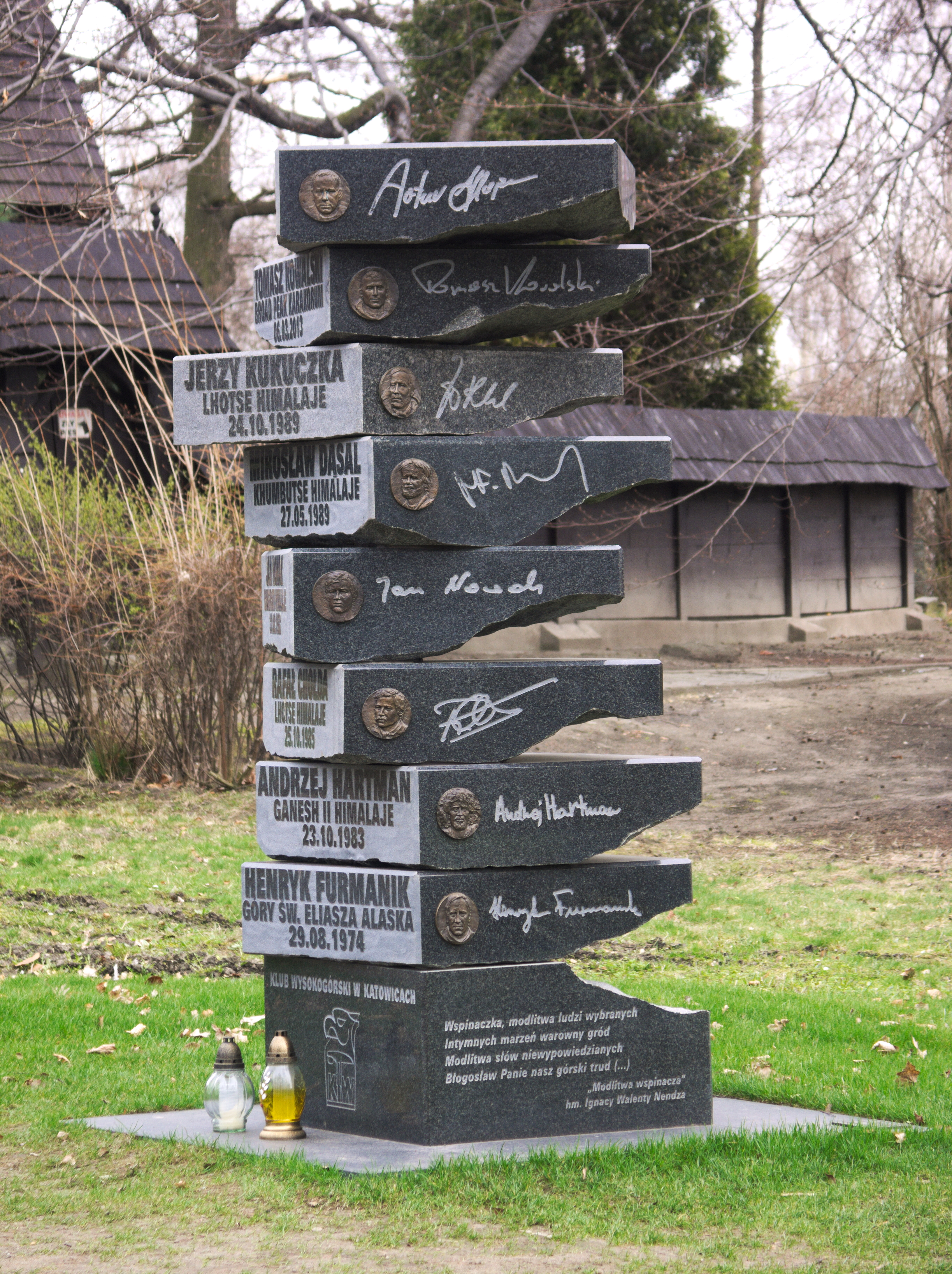
Pomnik Alpinistów w Katowicach

Mirosław "Falco" Dąsal (ur. 1952 w Chrzanowie, zm. 27 maja 1989) – polski wspinacz i alpinista, autor artykułów i książek o tematyce wspinaczkowej.
Zginął w lawinie podczas wyprawy na Mount Everest – razem z Andrzejem Heinrichem, Eugeniuszem Chrobakiem, Mirosławem Gardzielewskim i Wacławem Otrębą. Jego nazwisko zostało upamiętnione na Pomniku Alpinistów w Katowicach, odsłoniętym 28 października 2015 roku.

## Książki
- 1990 – Mniej-więcej niż Dhaulagiri (Relacja z polskiej wyprawy na południową ścianę Dhaulagiri w 1986 r.), Wydawnictwo Almapress.
- 1994 – Każdemu jego Everest Dzienniki z wypraw na Pik Komunizmu (1984), Lhotse (1985 i 1987), K2 (1987/88), Bhagirathi II (1988) i Mount Everest (1989), Wydawnictwo At Publications. Wydanie ponowne 2019[2]